# Иваньки (Черкасская область)
Ива́ньки (укр. Іваньки) — село в Уманском районе Черкасской области Украины.

## История
В июле 1995 года Кабинет министров Украины утвердил решение о приватизации находившихся здесь Иваньковского свеклосовхоза и Иваньковского сахарного завода.
По переписи 2001 года население составляло 2974 человека.
В 2017 году Иваньковский сахарный завод был признан банкротом и прекратил производственную деятельность.

## Местный совет
20132, Черкасская обл., Маньковский р-н, с. Иваньки

## Известные уроженцы
- Рафаил Моисеевич Флид - советский физикохимик, заслуженный деятель науки и техники РСФСР.

## Галерея

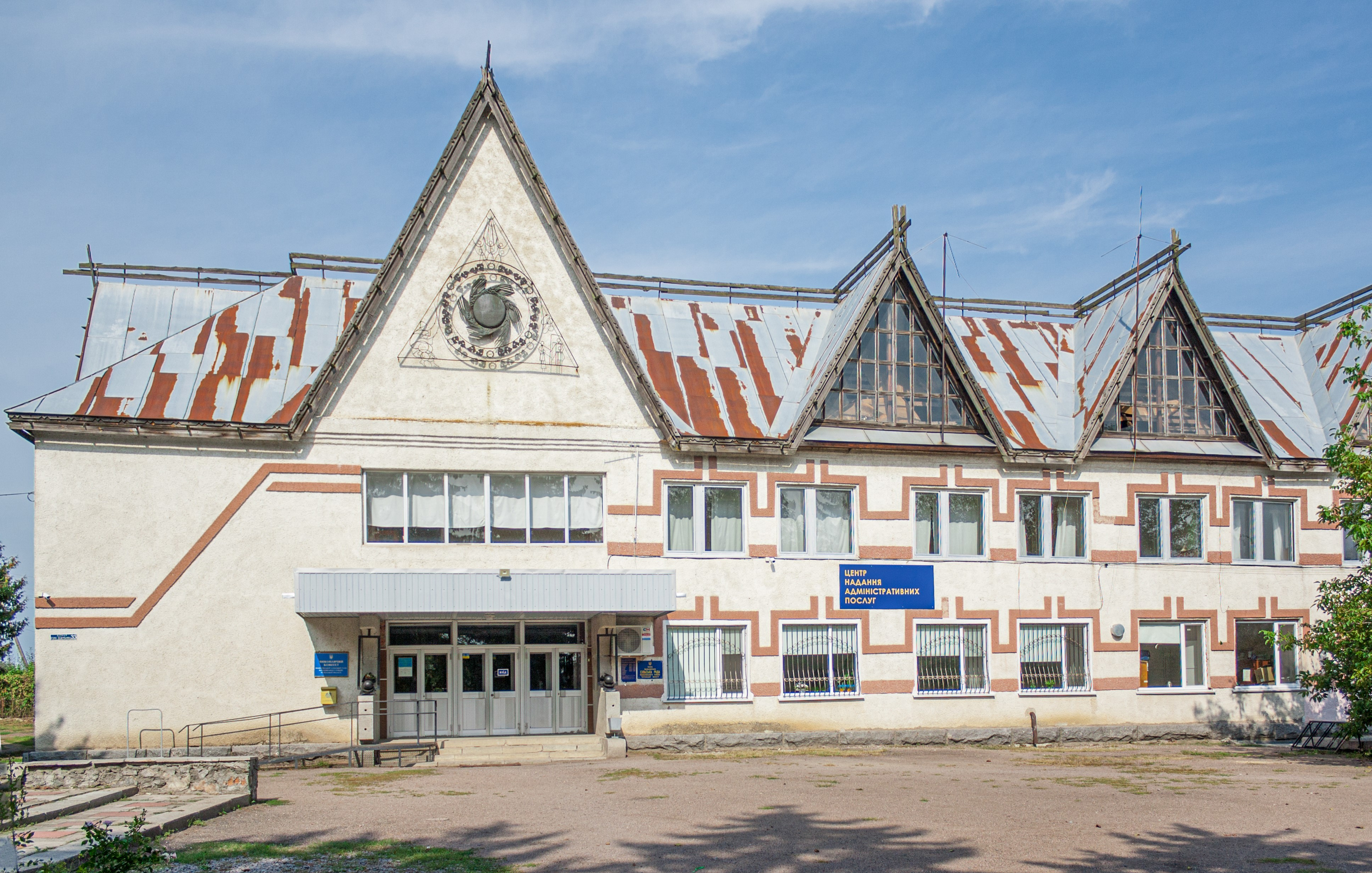
Сельский совет
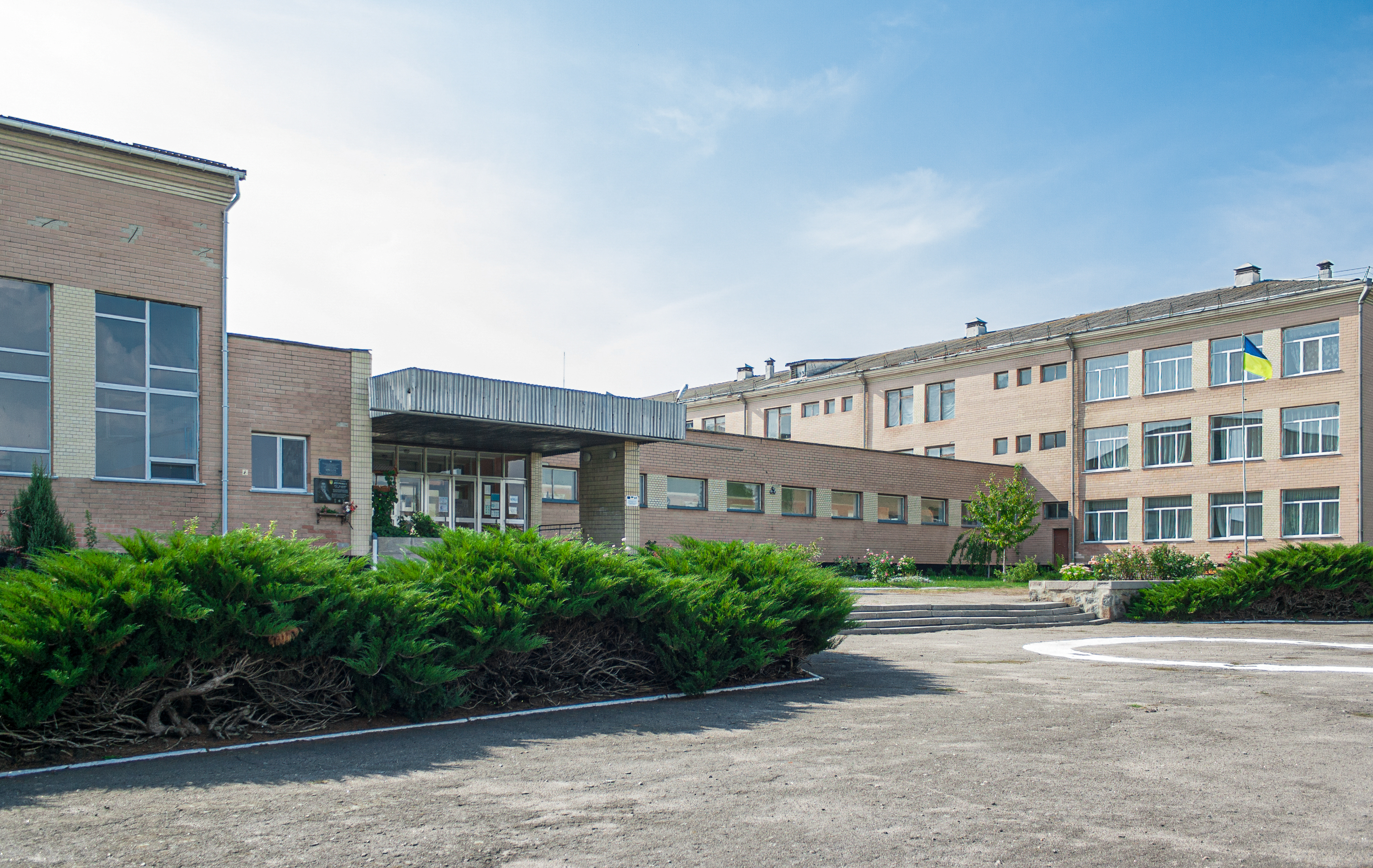
Школа
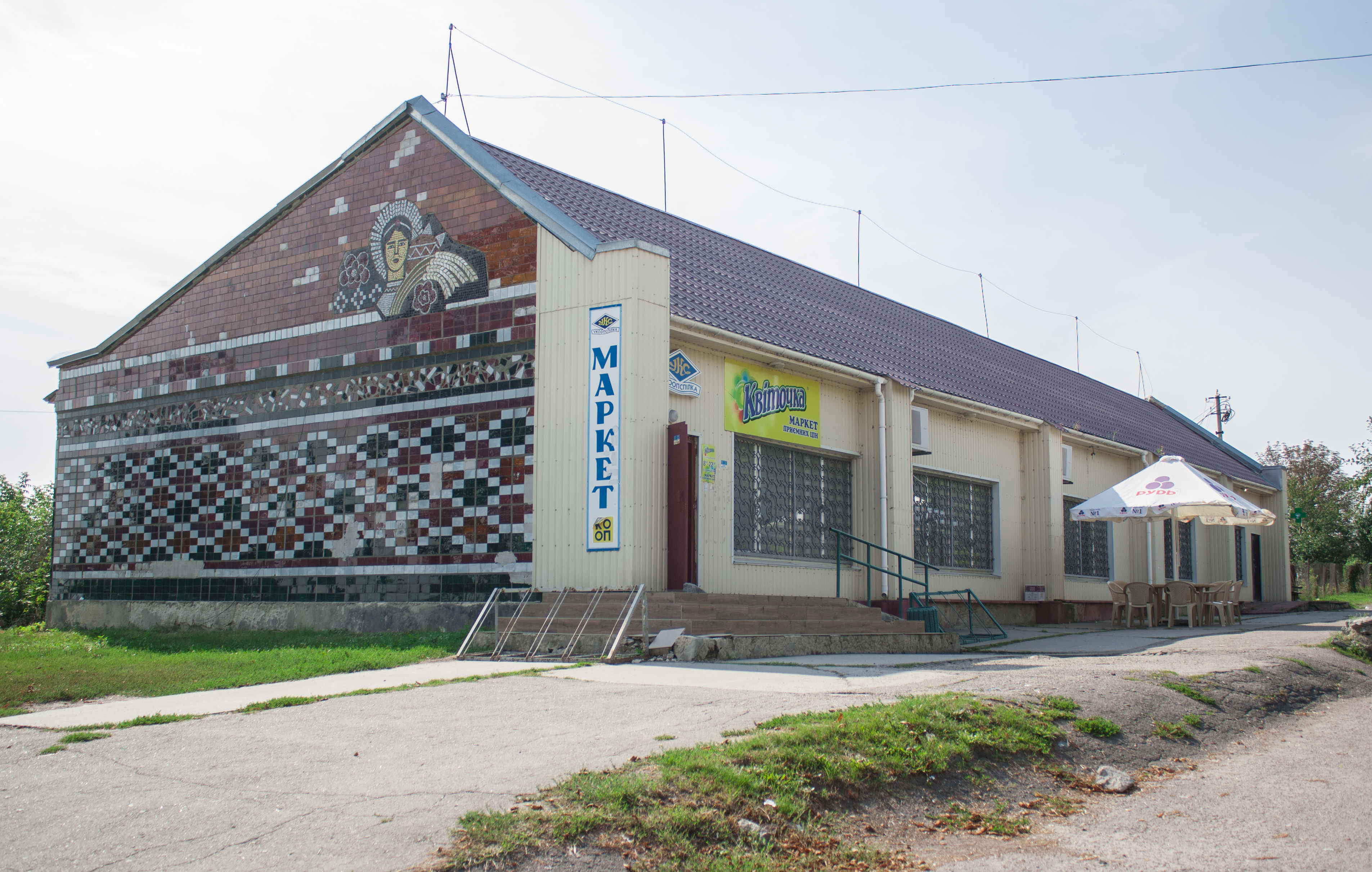
Магазин
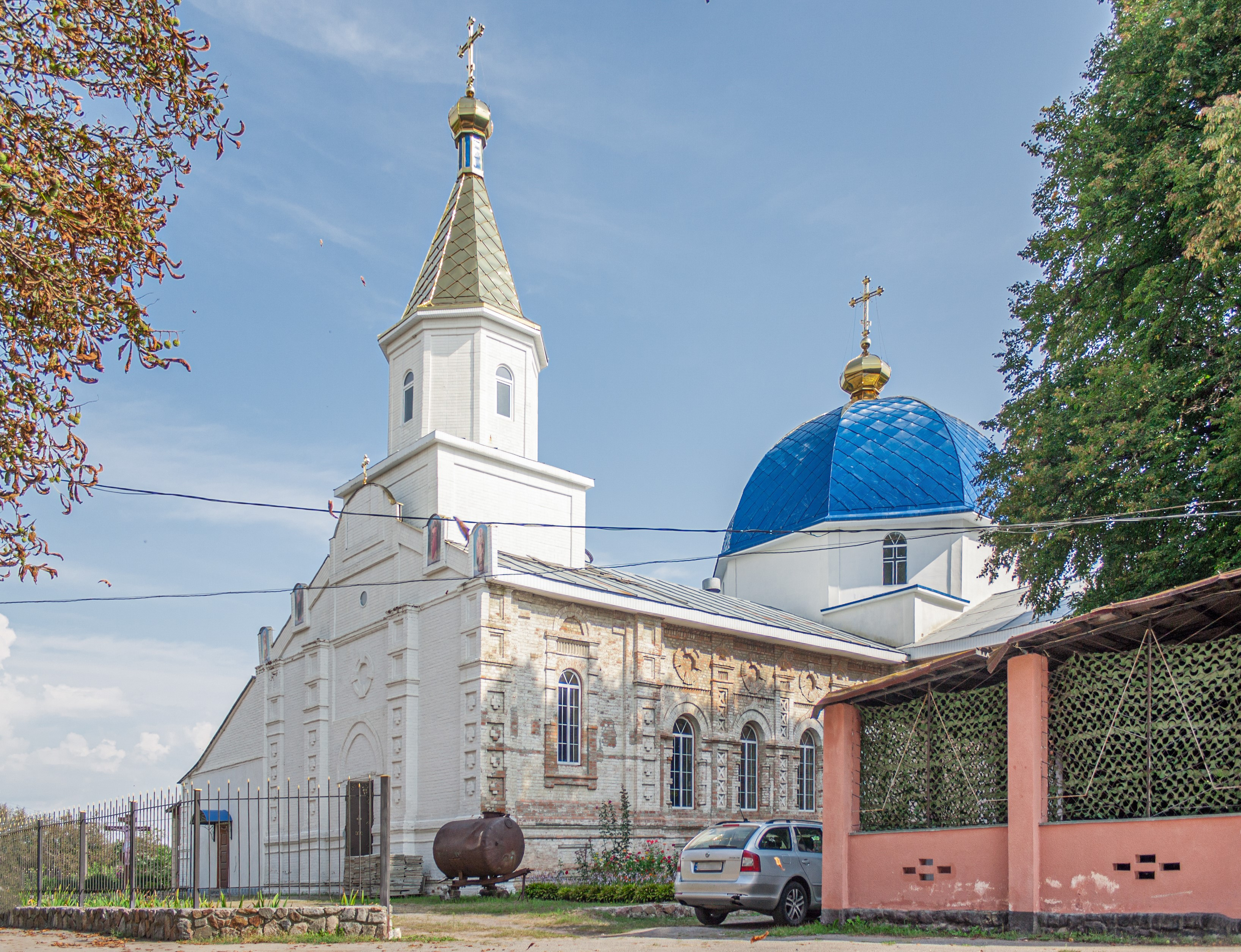
Церковь
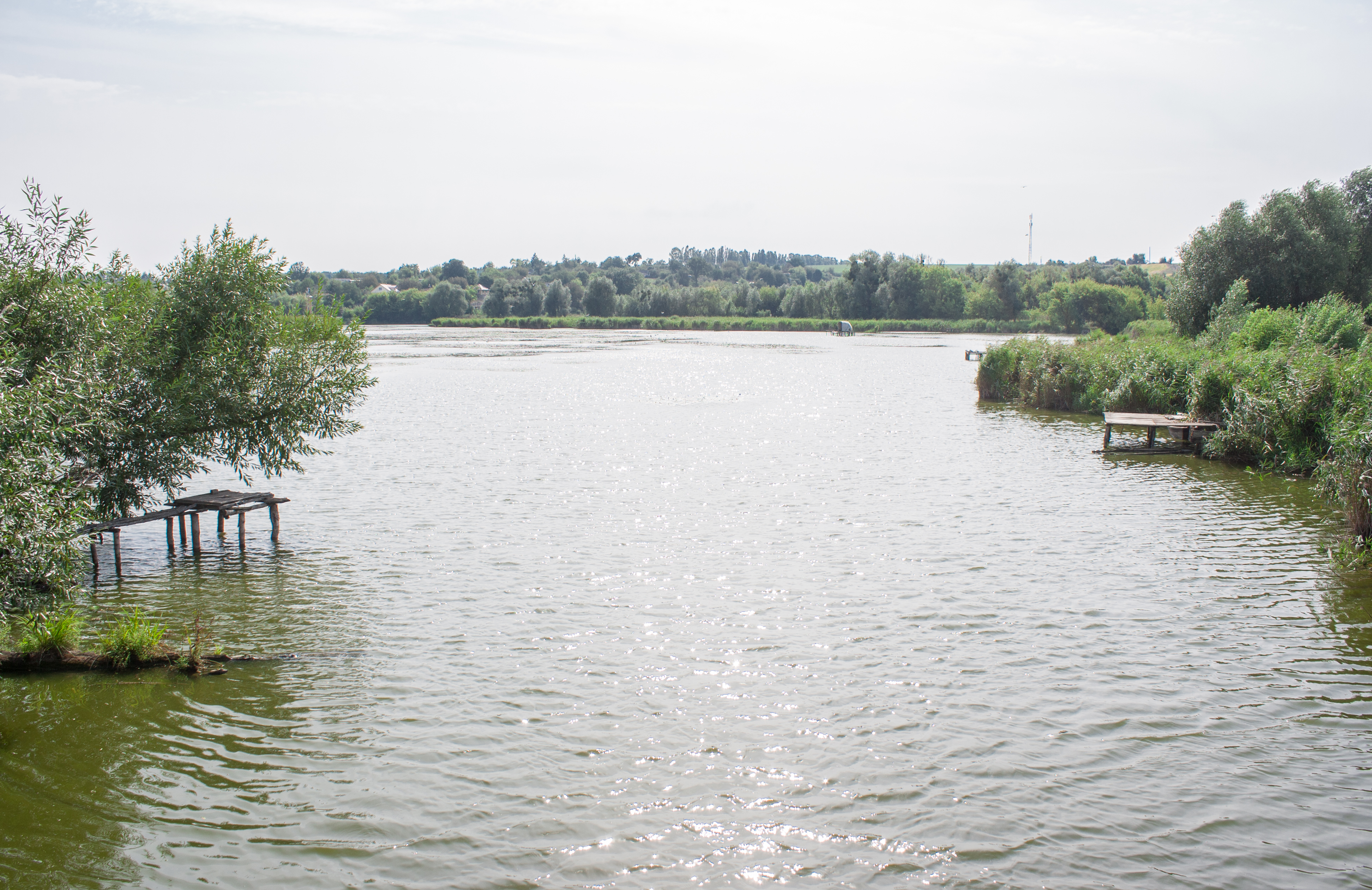
Река Кищиха
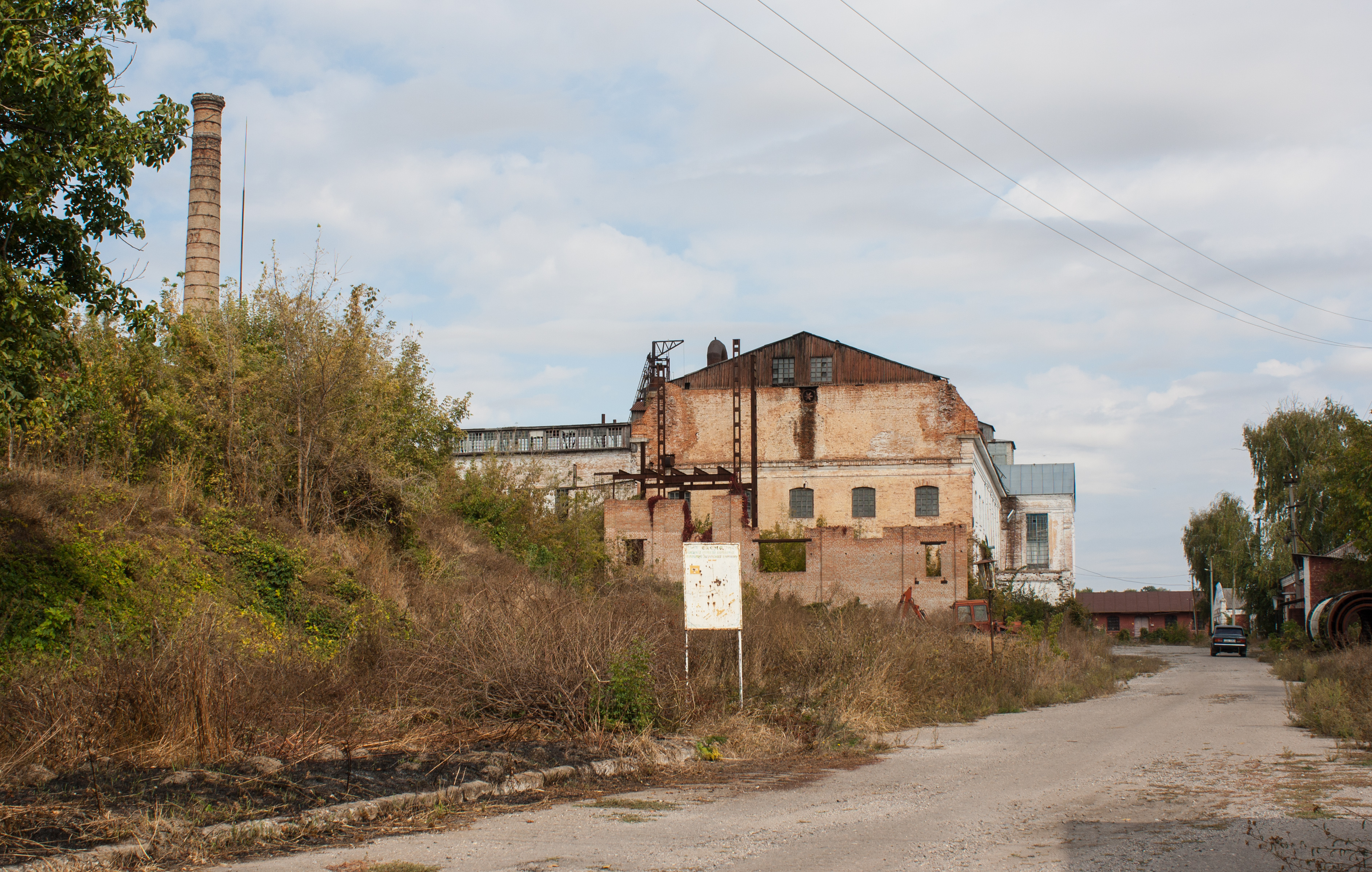
Сахарный завод
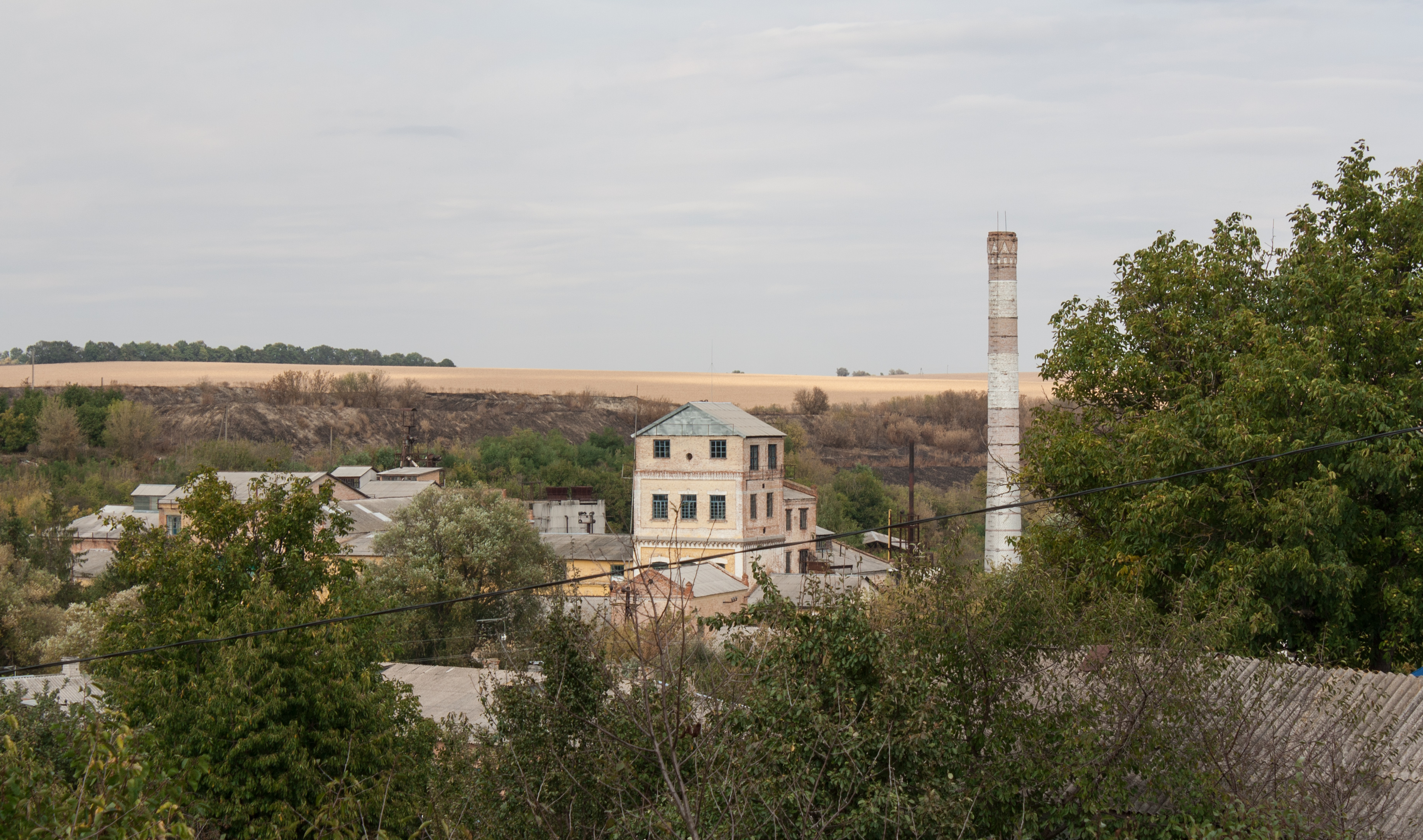
Спиртовой завод
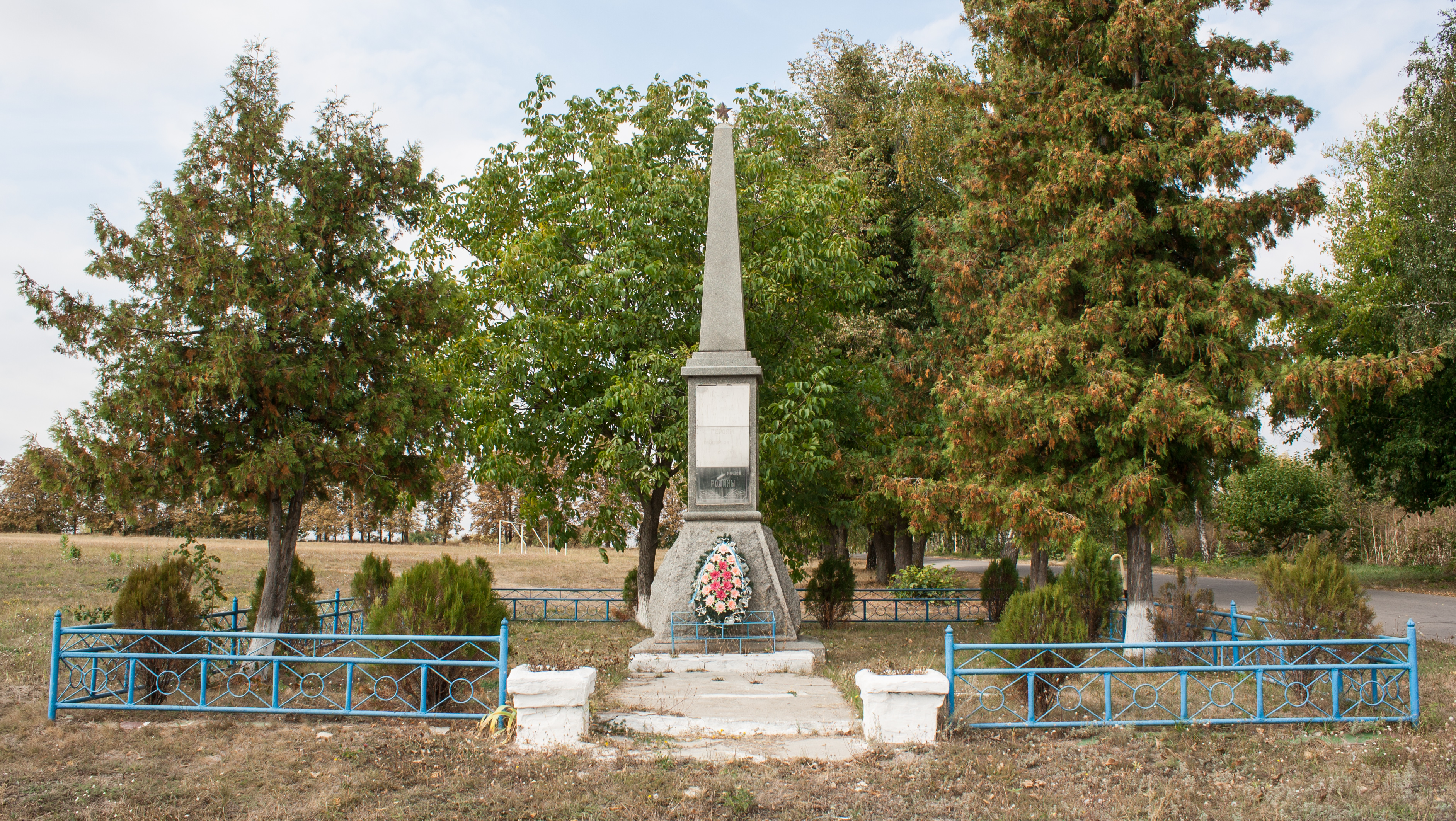
Памятник воинам-односельчанам